# Haplocoelum intermedium
Haplocoelum intermedium är en kinesträdsväxtart som beskrevs av Lucien Leon Hauman. Haplocoelum intermedium ingår i släktet Haplocoelum och familjen kinesträdsväxter. Inga underarter finns listade i Catalogue of Life.